# Steve Saleen

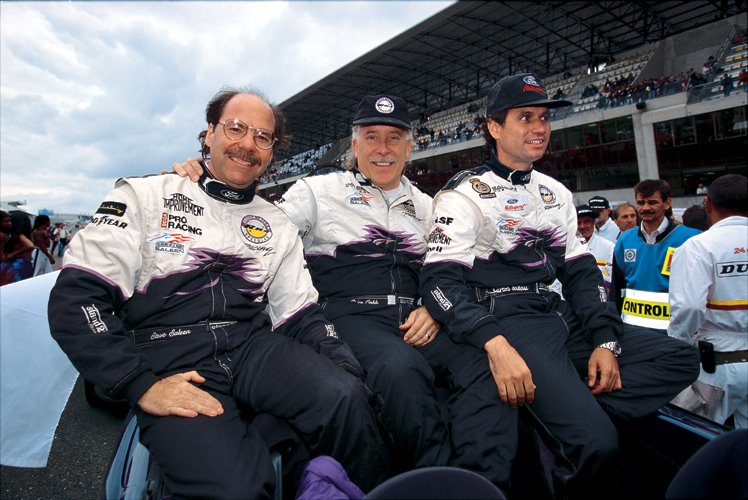
Steve Saleen (links) beim 24-Stunden-Rennen von Le Mans 1997

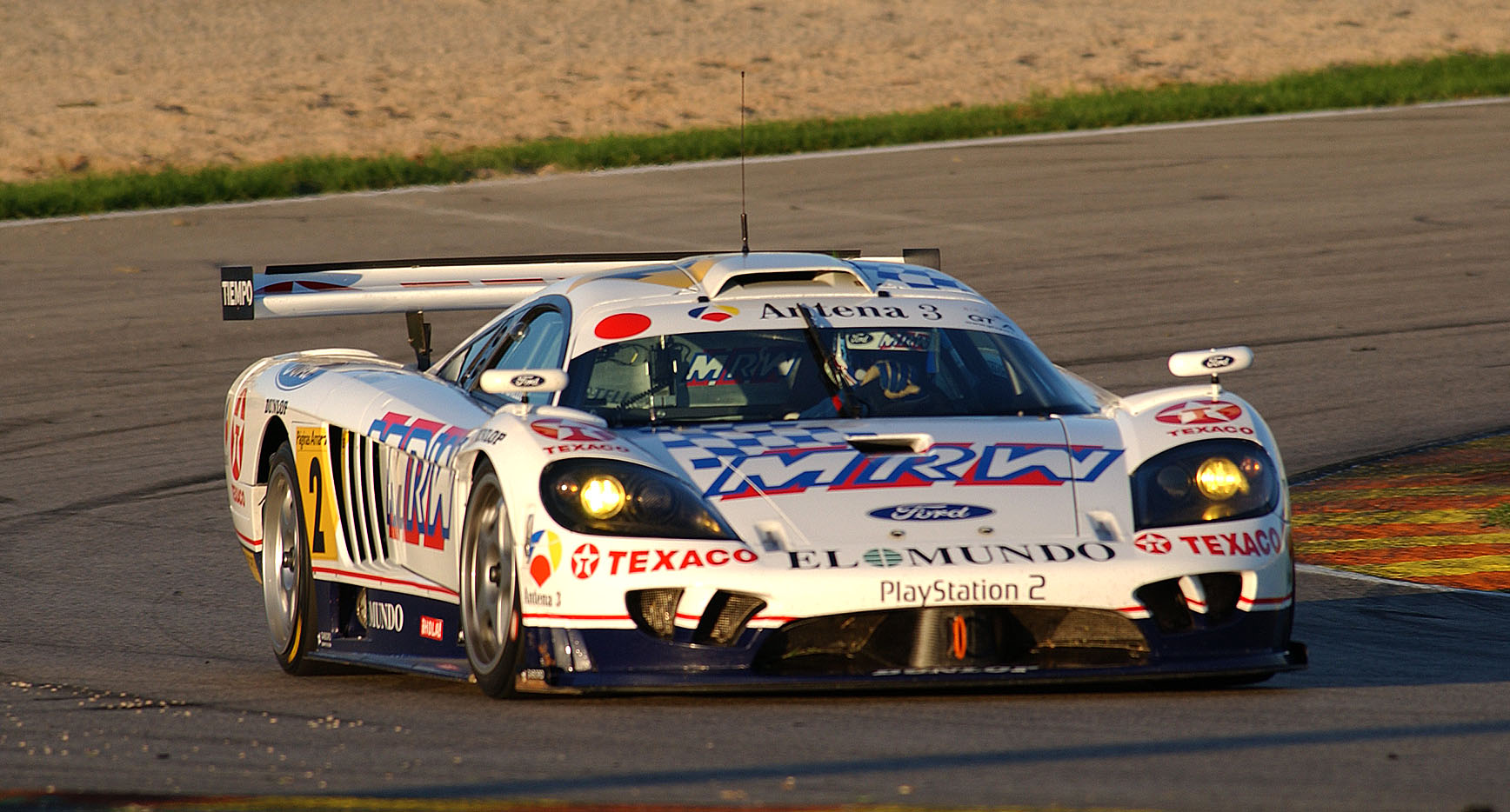
Ein Saleen S7R bei einem Lauf zur spanischen GT-Meisterschaft 2001; am Steuer Carlos Palau

Stephen Mark „Steve“ Saleen (* 2. April 1949 in Inglewood) ist ein US-amerikanischer Unternehmer, Rennstallbesitzer und ehemaliger Autorennfahrer.

## Unternehmer
Steve Saleen besuchte in den 1960er-Jahren die Whittier High School, die Alma Mater von Richard Nixon, des 37. Präsidenten der Vereinigten Staaten, in der kalifornischen Stadt Whittier. Nach der Highschool studierte er mit Abschlüssen Wirtschaftswissenschaften an der University of Southern California in Los Angeles.
1983 gründete Steve Saleen in Irvine Saleen Autosport, ein Unternehmen, das sich vorerst mit dem Fahrzeugtuning an Ford Mustangs beschäftigte. Der erste Saleen Mustang entstand 1984. In der Folge wurden weitere Mustangs für den Einsatz im Motorsport und als Supersportwagen für den Straßenverkehr aufgebaut und verkauft. Bekannteste Eigenentwicklung war der Saleen S7 und die daraus abgeleitete Motorsportvariante, der S7R.
1995 bündelte Steve Saleen seine Rennaktivitäten in einem eigenen Rennstall, den er gemeinsam mit dem Schauspieler und Amateur-Rennfahrer Tim Allen und dem ehemaligen Profipiloten Bob Bondurant gründete und betrieb. Der Name des Teams war Saleen-Allen Speedlab. Gemeldet wurden Saleen Mustangs im US-amerikanischen Sportwagensport.
2007 zog sich Saleen aus dem von ihm gegründeten Unternehmen zurück, das 2009 Konkurs anmelden musste. Saleen gründete ein neues Unternehmen, mit dem er im Marketing für US-amerikanische Muscle-Cars aktiv war. Steve Saleen ist verheiratet, hat drei erwachsene Kinder und lebt in Coto de Caza.

## Karriere als Rennfahrer
Die Rennkarriere von Steve Saleen begann zu Beginn der 1970er-Jahre bei Porsche-Clubrennen. Erste Sportwagenrennen bestritt er 1974 auf einem Shelby GT350 in der IMSA-GT-Serie. 1975 stieg er in den Monopostosport ein, fuhr 1975 in der US-amerikanischen Formel Super-Vau-Meisterschaft und jahrelang in der Atlantic Championship.
Nach dem Ablauf der Saison 1984 legte Saleen bis zur Gründung des eigenen Rennstalls 1995 eine Rennpause an, dann nahm er die Aktivitäten wieder auf. Mit seinem Rennteam engagierte er sich wieder in der IMSA-GT-Serie, startete beim 24-Stunden-Rennen von Daytona, dem 12-Stunden-Rennen von Sebring und dem 24-Stunden-Rennen von Le Mans.

## Statistik

### Le-Mans-Ergebnisse
| Jahr | Team                  | Fahrzeug           | Teamkollege | Teamkollege  | Platzierung | Ausfallgrund  |
| ---- | --------------------- | ------------------ | ----------- | ------------ | ----------- | ------------- |
| 1997 | Saleen-Allen Speedlab | Saleen Mustang RRR | Price Cobb  | Carlos Palau | Ausfall     | Reifenschaden |

### Sebring-Ergebnisse
| Jahr | Team                  | Fahrzeug            | Teamkollege      | Teamkollege    | Teamkollege | Platzierung | Ausfallgrund |
| ---- | --------------------- | ------------------- | ---------------- | -------------- | ----------- | ----------- | ------------ |
| 1997 | Saleen Allen Speedlab | Ford Saleen Mustang | David Warnock    | Robert Schirle |             | Rang 19     |              |
| 1998 | Saleen Allen Speedlab | Saleen Mustang      | Tommy Archer     | Ron Johnson    |             | Rang 6      |              |
| 1999 | Saleen Allen Speedlab | Saleen SR           | Terry Borcheller | Ron Johnson    | Darren Law  | Ausfall     | Differential |